# Моника Навицкене
Моника Навицкене (на литовски: Monika Navickienė) е литовски политик и държавник. Член на президиума и заместник-председател на партия Съюз за Отечеството – Литовски християнски демократи. Депутат в Сейма на Литва от 2016 г. Министър на социалното осигуряване и труда на Литва от 11 декември 2020 г. Освен родния си език тя владее английски, руски и немски.

## Биография
Родена е на 25 юни 1981 г. в град Телшай, Литовска ССР, СССР.
През 1999 г. завършва средно образование в родния си град. През 2003 г. придобива бакалавърска степен по философия от Вилнюския университет. През 2005 г. завършва магистърска програма по данъчна администрация на университета „Миколас Ромерис“ във Вилнюс.
От 2004 до 2011 г. работи в частния сектор на различни длъжности – от управител до директор на компания. Била е директор на клона във Вилнюс на UAB Actualis (днес UAB Actualis, доставчик на ортопедични и рехабилитационни услуги), заместник-директор на спа центъра UAB Raminora, вътрешен куратор на Асоциацията на здравните институции на курорта Друскининкай, директор на UAB MndM Concept (днес UAB Adcrent), директор на UAB Adcrent.
През 2011 г. тя става член на партия „Съюз за Отечеството – Литовски християнски демократи“. Тя става координатор на партията по време на парламентарните избори 2012 г. От 2013 г. е член на президиума и съвета на партията, а през периода 2013 – 2016 г. е неин изпълнителен секретар. През 2017 г. е избрана за заместник-председател на партията.
На парламентарните избори през 2016 г. тя е избрана за депутат в Сейма на Литва, от избирателен район „Нов Вилнюс“ (№ 10). Била е член на Комисията по социални въпроси и труд. На парламентарните избори през 2020 г. е избрана отново за депутат и става член на комисията по здравеопазване.
На 11 декември 2020 г. е назначена за министър на социалното осигуряване и труда на Литва в правителството на Ингрида Шимоните.
Моника Навицкене е сред авторите на новия символ на Деня на защитниците на свободата (провеждан на 13 януари) – синята незабравка, използвана от 2015 г. През 2016 г. тя реализира проекта „Вземам и правя“, по време на който се помага на няколко души да разрешат проблеми, свързани с услугите, предоставяни от публичния сектор.

## Личен живот
Омъжена е за Миндаугас Навицкас, от който има две дъщери – Елжбиета и Патриция.